# Makedonski Brod
Makedonski Brod (makedonski: Македонски Брод) je gradić u središtu Republike Makedonije s 3 740 stanovnika na jugoistočnim padinama Suve gore.
Sjedište je istoimene Općine Makedonski Brod, koja ima 7 141 stanovnika (po popisu iz 2002.).

## Zemljopisne odlike
Makedonski Brod je gradić u kraju koji se zove Poreče (porječje) to je gornji dio porječja rijeke Treske na čijim obalama i leži grad.

## Povijest
Na mjestu današnjeg grada, bio je most (Brod) koji je povezivao naselja Prilep i Kičevo. Po natpisu na grobu nađenom u selu Krapa, vidljivo je da su taj kraj nastanjivali Rimljani. Po dolasku Slavena, ovaj kraj zaposjelo je pleme Berziti (Brsjaci).
U blizini Makedonskog Broda, kod sela Devič, još su vidljivi tragovi građevina 
to potvrđuje tezu da je u srednjem vijeku, tu bio grad/utvrda koja je bila centar cijele regije.
Znamenitost je Kula Devina, podignuta blizu spilje Pešna, tu se nalaze i tragovi zidina, koje je po legendi podigla Pešna, sestra Kraljevića Marka.
U samom mjestu značajniji objekt je crkva Sv. Marije, u blizini je crkva Sv. Dimitrija u selu Trebino.

## Vanjske poveznice
- Službene stranice Općine Makedonski Brod  Arhivirana inačica izvorne stranice od 24. travnja 2008. (Wayback Machine)